# Fujiwara no Motoyasu
En aquest nom japonès, el cognom és Fujiwara.
Fujiwara no Motoyasu, coneguda com a Fujiwara no Michitsuna no Haha (japonès: 藤原道綱母, «mare de Fujiwara no Michitsuna») o Udaishō Michitsuna no Haha («mare del ministre Michitsuna»), fou una escriptora japonesa casada amb Fujiwara no Kaneie, que va viure entre els anys 929 i 999. Així, es pot situar la vida de l'escriptora entre el 935 i 990. Formava part de l'aristocràcia més il·lustre de l'època i, com a filla predilecta de Motoyasu, va rebre una educació acurada. Es considerava una de les tres dones més maques de l'època. No es va casar amb Kaneie fins que tingué un fill d'ell. Escrigué poesies amb gran talent, com Shū waka-shū, Go-shūi waka-shū i Gyoku-yō-shū. També escrigué un diari personal en un sol volum, anomenat Kagerō nikki ('Diari d'una efímera'), que forma part del període d'esplendor de la literatura japonesa, entre 990 i 1070, en què les dones dominen l'art de les lletres (vegeu també les obres Genji Monogatari, Makura-no-Sōshi). Ens diu l'autora sobre l'efimeritat que "quan considero la inestabilitat de les coses em sento com una efímera flotant entre ser i el buit".